# واقعیت رایانه‌ای

عینک EyeTap که می‌تواند تصاویری مجازی را به تصاویر واقعی قابل مشاهده اضافه کند

فناوری واقعیّت رایانه‌ای (به انگلیسی: Computer-mediated reality) اشاره به توانایی برای اضافه کردن یا کم کردن اطلاعات یا در غیر این صورت دست‌کاری ادراک فرد از واقعیت از طریق استفاده از رایانه‌های پوشیدنی یا دستگاه دستی دارد. به عنوان مثالی از این فناوری می‌توان به EyeTap، (دوربینی به شکل عینک که می‌تواند تصاویری مجاری را به تصاویر واقعی قابل مشاهده اضافه کند یا فیلم‌برداری کند.) اشاره کرد که مانند یک فیلتر بین واقعیّت و ادراک کاربر از واقعیّت استفاده می‌کند.

## کم بینایی
واقعیت رایانه برای کمک به افزایش درک تصویری افراد کم بینا استفاده شده‌است. این کار با تغییر جریان نور ورودی تصاویر به داخل چشم کاربر, به یک شکل متناسب تر صورت می‌گیرد.

## واسط کاربری
همچنین برای واسط کامپیوتر عکس العملی (به انگلیسی: interactive computer interface) به کار می‌رود.

## برنامه‌های مربوط بهمعماری
استفاده از واقعیت رایانه‌ای برای فهم سریع تر, با پاک کردن و کاهش داده‌های تصویری, برای برنامه‌های معماری استفاده شده‌است و در حال توسعه است.

## کاربردها ی امروزی
کمک تصویری در جوشکاری

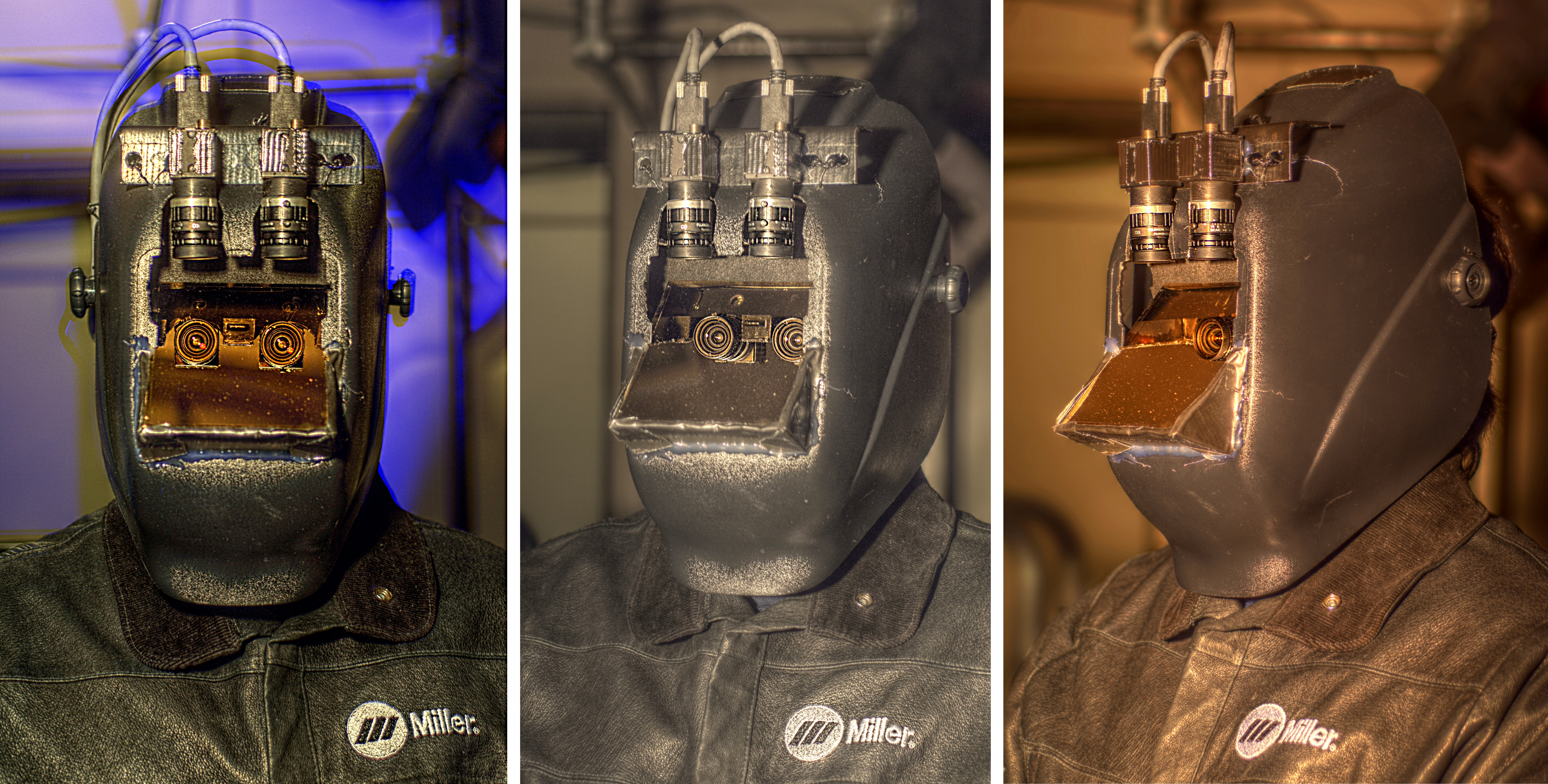
عینک‌های دیجیتال EyeTap برای دید بهتر تحت در کلاه جوشکاری

در طی سال‌های ۱۹۷۰ تا ۱۹۸۰ میلادی استیو منن(از مخترعین سرشناس این حوزه) عینک‌های دیجیتال نسل-۱ و نسل-۲  را برای دید بهتر درکلاه جوشکاری معرفی کرد. بعدها با بهبود این وسیله به "GlassEyes" تغییر نام پیدا کرد.

## مدیریت پنجره ها
از معمول‌ترین مدیریت پنجره‌ها می‌توان به "مدیریت واقعی پنجره" اشاره نمود.
واقعیت رایانه‌ای بی سیم بیشتر دستگاه‌های مجهز به بلوتوث از واقعیت رایانه‌ای استفاده می‌کنند.
با رشد چشمگیر ارتباط‌های بی سیم در دهه‌های اخیر,  واقعیت رایانه‌ای می‌تواند نوعی ارتباط جدید را به وجود بیاورد.
به‌طور مثال استفاده از EyeTap در حوزه ی ارتباطات به عنوان "دیدن چشم-تو-چشم " یاد می‌شود.

## بازی‌های رایانه ای
بازی‌های رایانه‌ای یکی از پر استفاده‌ترین و پر سودترین صنعت‌ها در این حوزه است. میتوان گفت شروع جدیت این موضوع با کنسول نینتندو وی در سال 2006 همراه بود. کمپانی‌های بزرگی از آن پس در این زمینه محصولاتی معرفی کردند که می‌توان به انواع عینک‌های واقعیت مجازی برای کنسول‌ها ی بازی و رایانه‌های شخصی اشاره کرد.

## جنبه‌های منفی
جنبه‌های منفی استفاده ی طولانی مدت از واقعیت رایانه‌ای و تغییر درک و فهم افراد از واقعیت, کاملاً بررسی نشده است ولی با این حال احتمال وجود آن‌ها بالا است.

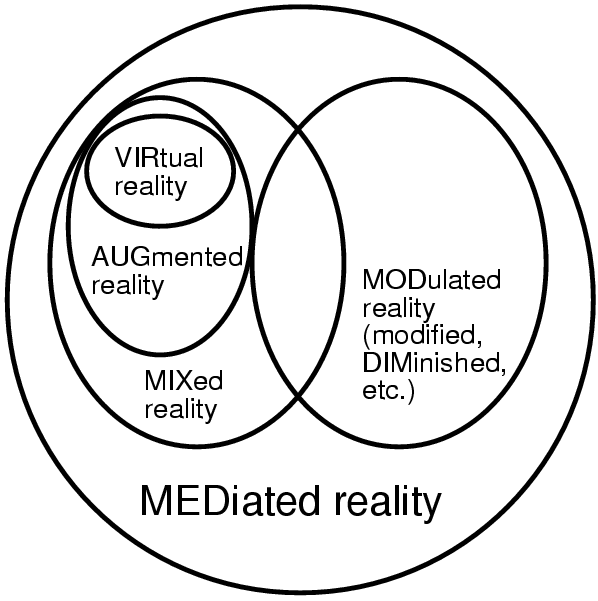
واقعیت مجازی و افزونه زیر مجموعه ی واقعیت رایانه است.

## واقعیت رایانه ای, مجازی و افزونه
این سه حوزه به‌طور کلی خیلی نزدیک بهم هستند و حتی زمان‌هایی به جای هم به اشتباه به کار می روند. در واقع واقعیت رایانه‌ای حوزه ی اصلی و مادر است و واقعیت افزونه یک زیر حوزه از آن و واقعیت مجازی یک زیر حوزه از واقعیت افزونه است.
وجه تمایز بین واقعیت مجازی و واقعیت رایانه‌ای و افزوده این است که در واقعیت مجازی کلیهٔ عناصر درک شده توسط کاربر را رایانه می سازد. اما در واقعیت افزوده و رایانه‌ای بخشی از اطلاعاتی را که کاربر درک می‌کند، در دنیای واقعی وجود دارند و بخشی توسط کامپیوتر ساخته شده‌اند. در واقعیت افزوده معمولاً چیزی کم نمی‌شود بلکه فقط اضافه می‌شود. همچنین واقعیت افزوده تا حدودی شبیه به واقعیت رایانه‌ای است و تفاوت آن با واقعیت رایانه‌ای می‌توان گفت این است که توسط یک شبیه ساز، دنیای واقعی را تاحد زیادی و نه کامل, شبیه‌سازی می‌کند. 